# Tricky Sam Nanton
Joe "Tricky Sam" Nanton (1 de febrero de 1904 - 20 de julio de 1946)  fue un trombonista estadounidense de la orquesta de Duke Ellington. Pionero del silenciador de émbolo, Nanton se destaca por el uso del distintivo efecto wah-wah.

## Primeros años de vida
Nació como Joseph Irish Nanton en la ciudad de Nueva York, Estados Unidos. Sus padres eran John Barzly Nanton y Emily Irish, ambos inmigrantes de las Indias Occidentales Británicas.
Nanton comenzó a tocar profesionalmente en Washington D. C., con bandas dirigidas por Cliff Jackson y el banjoista Elmer Snowden.
De 1923 a 1924, Nanton trabajó con Harmony Five de Frazier. Un año después, actuó con Snowden. A la edad de 22 años, Nanton encontró su nicho en la orquesta de Duke Ellington, cuando de mala gana tomó el lugar de su amigo Charlie Irvis en 1926, y permaneció con Ellington hasta su temprana muerte en 1946  Nanton, junto con Lawrence Brown, dirigió la sección de trombón.

## El sonido wah-wah
Nanton fue uno de los grandes pioneros del silenciador de émbolo . En 1921, escuchó a Johnny Dunn tocar la trompeta con un émbolo, que Nanton se dio cuenta de que podría usarse con un efecto similar en el trombón. Junto con el trompetista de Ellington, Bubber Miley, Nanton es en gran parte responsable de crear el característico efecto wah-wah, o wa-wa. Sus sonidos altamente expresivos de gruñido y émbolo fueron el ingrediente principal en el sonido temprano "selva" de la banda, que evolucionó durante el compromiso de la banda a fines de la década de 1920 en el Harlem 's Cotton Club. Según Barney Bigard, Nanton "agarró su émbolo. Él también podía usar esa cosa. Te hablaba. Yo estaba sentado allí, mirándolo, y cada vez que decía 'wa-wa', yo decía 'wa-wa' con mi boca, siguiéndolo hasta el final."  Sintiendo la impresionante destreza manual de Nanton, el jovial saxofonista alto Otto Hardwick, siempre inclinado a etiquetar a sus amigos con apodos apropiados, apodó a Nanton "Tricky Sam": "cualquier cosa para ahorrarse problemas, él era complicado de esa manera".
Desde sus primeros días con la banda de Ellington, Nanton apareció regularmente. Pero él y Miley trabajaron especialmente bien en combinación, a menudo tocando en armonía o "jugando entre sí" (embelleciendo y desarrollando el tema musical del solista anterior en una nueva idea musical propia). Nanton y Miley incorporaron con éxito habilidades de émbolo en su juego para evocar estados de ánimo, personas o imágenes.
El célebre efecto del gruñido de latón fue descrito vívidamente por el hijo de Duke Ellington, Mercer Ellington:

Hay tres elementos básicos en el gruñido: el sonido de la bocina, un gargarismo gutural en la garganta y la nota propiamente dicha que se tararea. Hay que moldear la boca para emitir los diferentes sonidos vocálicos, y encima del canto desde la garganta, la manipulación del émbolo añade los acentos wa-wa que le dan lenguaje al cuerno. Debo agregar que en la tradición de Ellington se usa una sordina recta en la bocina además de un émbolo en el exterior, y esto resulta en más presión. Algunos intérpretes utilizan sólo el émbolo, por lo que el sonido suele ser más áspero, menos penetrante y no tan bien articulado.

Nanton y Miley dieron a la Ellington Orchestra la reputación de ser uno de los grupos de jazz más "sucios". Muchos oyentes estaban entusiasmados con los sonidos obscenos y terrosos de sus gruñidos y mudos. Entre los mejores ejemplos de su estilo se encuentran "East St. Louis Toodle-oo", "The Blues I Love to Sing", "Black and Tan Fantasy", "Goin' to Town" y "Doin' the Voom-Voom". Después de la partida prematura de Miley en 1929, Nanton le enseñó a Cootie Williams, la sucesora de Miley, algunas de las técnicas de gruñido y émbolo que Miley había utilizado. Williams se convirtió en un virtuoso del émbolo por derecho propio y ayudó a la banda a conservar su sonido distintivo. Los sonidos que crearon fueron copiados por muchos solistas de metales de la era del swing.
Mientras que otros músicos de metales se volvieron expertos en las técnicas de gruñido y émbolo, el sonido de Nanton era completamente suyo. Desarrolló, además de otros trucos en su bolso, un efecto "ya-ya" con un émbolo, en combinación con una sordina recta para trompeta sin igual de Magosy & Buscher. Mantuvo en secreto los detalles de su técnica, incluso para sus compañeros de banda, hasta su muerte prematura.
Sin embargo, se conocen algunos ingredientes del sonido único "ya-ya" de Nanton: insertar una sordina de trompeta en la campana, usar un émbolo de plomero grande fuera de la campana y "hablar" en el instrumento mientras se toca. Este tipo de habla implicaba cambiar la cavidad de la boca mientras se reproducían silenciosamente diferentes sonidos vocálicos sin hacer vibrar las cuerdas vocales. Su paleta de sonidos casi vocales fue radical para su época y ayudó a producir voces únicas en las composiciones de Ellington, como "The Mooche", "Black and Tan Fantasy" y "Mood Indigo".

## Muerte
Nanton murió de un derrame cerebral  en San Francisco, California, el 20 de julio de 1946, mientras estaba de gira con la Orquesta Ellington. Su muerte fue una enorme pérdida para la Ellington Orchestra. Si bien los trombonistas posteriores, incluidos Tyree Glenn y Quentin Jackson, intentaron duplicar las técnicas del émbolo de Tricky Sam, nadie pudo replicar completamente su sonido. Nanton tenía una amplia variedad de expresiones y sus intrincadas técnicas no estaban bien documentadas.